# Arthur Bottomley
Arthur George Bottomley, baron Bottomley (ur. 7 lutego 1907, zm. 3 listopada 1995), brytyjski polityk, członek Partii Pracy, minister w rządach Harolda Wilsona.

## Życiorys
Karierę zaczynał jako organizator Narodowego Związku Pracowników Sektora Publicznego. W latach 1929–1949 zasiadał w radzie okręgu Walthamstow. W latach 1945–1946 był burmistrzem Walthamstow.
W 1945 r. został wybrany do Izby Gmin jako reprezentant okręgu Chatham. Od 1950 r. reprezentował okręg wyborczy Rochester and Chatham. W 1959 r. przegrał wybory parlamentarne, ale powrócił do Izby Gmin w 1962 r., wygrywając wybory uzupełniające w okręgu Middlesbrough East. Od 1974 r. reprezentował okręg wyborczy Middlesbrough.
Bottomley swoje pierwsze stanowisko w administracji rządowej otrzymał w 1946 r., kiedy to został parlamentarnym podsekretarzem stanu w ministerstwie ds. dominiów. W 1947 r. był początkowo parlamentarnym podsekretarzem stanu w ministerstwie ds. Wspólnoty Narodów, a następnie sekretarzem handlu zamorskiego przy Zarządzie Handlu. Na tym stanowisku pozostawał do wyborczej porażki laburzystów w 1951 r. Po powrocie Partii Pracy do władzy w 1964 r. został ministrem ds. Wspólnoty Narodów. Za jego kadencji doszło do jednostronnej deklaracji niepodległości Rodezji. W latach 1966–1967 Bottomley był ministrem ds. rozwoju zamorskiego.
Z miejsca w Izbie Gmin Bottomley zrezygnował w 1983 r. Rok później został kreowany parem dożywotnim jako baron Bottomley i zasiadł w Izbie Lordów. Zmarł w 1995 r.